# Espaço Rap 10
Espaço Rap 10 é a décima edição da coletânea musical de rap Espaço Rap, produzida por vários artistas do gênero. Foi lançada em 2005 e contém 13 faixas.

## Faixas
1. Mun-Rá -Sabotage
2. Guerreiro, Guerreira - Helião e Negra Li
3. 1980 - Ao Cubo
4. O amor venceu a guerra - GOG
5. Us Guerreiro - Rappin' Hood
6. Castelo de Madeira - A Família
7. A Noiva do Thock - Visão de Rua
8. Dona Maria - Posse Mente Zulu
9. Vida Bandida - Detentos D.T.S.
10. Primeira Vista - 3D Hip Hop
11. Feito no Brasil - Face da Morte
12. Beberrão - X4
13. Segure Os B.O. - Função RHK